# NGC 781
NGC 781 é uma galáxia espiral (Sb) localizada na direcção da constelação de Aries. Possui uma declinação de +12° 39' 20" e uma ascensão recta de 2 horas, 0 minutos e 08,8 segundos.
A galáxia NGC 781 foi descoberta em 16 de Outubro de 1784 por William Herschel.